# جنسنة

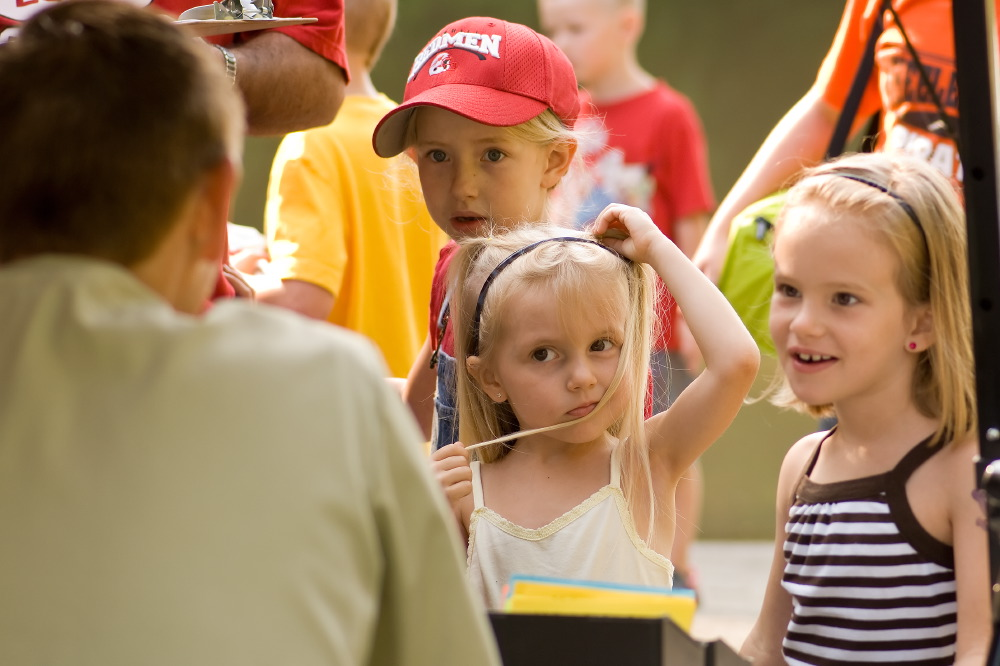

الجنسنة هي إضفاء الطابع الجنسي على الشخصية أو النوعية أو إدراك الحياة الجنسية خاصة بما يخص العلاقة بين الرجال والنساء. ترتبط الجنسنة بالتشييء الجنسي. تحدث الجنسنة –وفقًا لجمعية علم النفس الأمريكية– عندما «يُنظر إلى الأفراد على أنهم كائنات جنسية ويُقيَّمون من حيث مميزاتهم البدنية وجاذبيتهم الجنسية».
وجدت التقارير زيادة عدد حالات جنسنة الأطفال الصغار بشكل أكثر شيوعًا في الإعلانات. ربطت الأبحاث بين جنسنة الفتيات الصغيرًا. وعواقبها السلبية على الفتيات والمجتمع ككل، ووجدت أن مشاهدة المواد المثيرة للجنس يمكن أن تؤدي إلى سوء حالة الجسم واضطرابات الأكل وتدني تقدير الذات والاكتئاب والإحباط.
نشر باحثو العلوم الطبية والاجتماعية مصطلح الجنسنة بشكل عام للإشارة إلى مساحة محددة بين الاعتداء الجنسي والحياة الأسرية الطبيعية، والتي تتميز فيها علاقة الطفل بوالديه بجنسانية مفرطة وغير لائقة، وذلك على الرغم من عدم تمييز حدوث أي شكل من أشكال سوء المعاملة. تقول الجمعية الأمريكية النفسية أيضًا أن جنسنة الفتيات الصغيرًا. تؤدي إلى حدوث المواقف الجنسية داخل المجتمع والتسامح المجتمعي مع العنف الجنسي.
أدت النزعة الاستهلاكية والعولمة إلى جنسنة الفتيات في جميع الاقتصادات المتقدمة وفي وسائل الإعلام والإعلانات والملابس والألعاب التي تُصنع للفتيات الصغيرًا.

## المصطلح
ظهر مصطلح الجنسنة بحد ذاته في خطاب اللغة الإنجليزية في العقود الأخيرة. استُخدم المصطلح بشكل غير متكرر من قبل الكتّاب الإنجليز للإشارة إلى تخصيص إطار جنساني إلى كائن معين مثل جنسنة الأسماء ابتداءً من منتصف القرن التاسع عشر. شهد مصطلح عديم الجنس استخدامًا أكبر كمرادف للتعقيم الجنسي في خطاب تحسين النسل من بداية القرن العشرين، وكانت اللاجنسنة هي العكس أو نقيض الجنسنة.

## التقارير
| اسم التقارير                                                                                 | البلد            | سنة النشر | المصدر |
| -------------------------------------------------------------------------------------------- | ---------------- | --------- | ------ |
| "غلمانية الشركات" - جنسنة الأطفال في أستراليا                                                | أستراليا         | 2006      | [ 8 ]  |
| "السلع المجنسنة التي تستهدف الأطفال" - تقرير صادر عن لجنة تكافؤ الفرص في البرلمان الاسكتلندي | اسكتلندا         | 2009      | [ 9 ]  |
| تقرير "جنسنة البنات" لجمعية علم النفس الأمريكية                                              | الولايات المتحدة | 2010      | [ 4 ]  |
| "جنسنة صغار السن"                                                                            | المملكة المتحدة  | 2010      | [ 10 ] |
| "دعوا الأطفال يكونوا أطفالًا"                                                                 | المملكة المتحدة  | 2011      | [ 11 ] |

## الآثار على الأطفال
نُشر تقرير أسترالي يدعى «غلمانية الشركات: جنسنة الأطفال في أستراليا» في عام 2006. يلخص التقرير الأسترالي خاتمته على النحو التالي:
أصبحت صور الأطفال ذات الطابع الجنسي شائعة بشكل متزايد في مواد الدعاية والتسويق. إن الأطفال الذين يظهرون في عمر 12 عامًا أو أقل هم من يرتدون ملابس ويُطرحون ويظهرون بنفس الطريقة التي تظهر بها صور البالغين المثيرة. يُنظر إلى الأطفال الذين يظهرون في المجلات على أنهم أكبر سناً مما هم عليه فعليًا بسبب الملابس ذات الطابع الجنسي التي يظهرون بها. «الميل الجنسي للشركات إلى الأطفال» هو استعارة تستخدم لوصف الإعلان والتسويق الذي يضفي الطابع الجنسي على الأطفال بهذه الطرق.
 نشرت جمعية علم النفس الأمريكية في عام 2007 تقريرًا بعنوان «تقرير فرقة العمل التابعة للجمعية الأمريكية للأمراض النفسية المعنية بجنسنة البنات».
نشرت الجمعية الأمريكية للأمراض النفسية في عام 2010 تقريرًا إضافيًا بعنوان «تقرير فرق العمل التابعة للجمعية الأمريكية للأمراض النفسية المعنية بجنسنة البنات» والذي أجرى دراسة طلب فيها من طلاب الكليات محاولة تقييم ملابس السباحة أو السترات. انتظروا لمدة 10 دقائق لارتدائهم الملابس وأجروا اختبار رياضيات. كشفت النتائج أن أداء الشابات في ملابس السباحة كان أسوأ بكثير في المسائل الرياضيات مقارنة بأولئك اللواتي كن يرتدين السترات. تُظهر الفرضية إبراز الطالبات اللواتي كن يرتدن السترات جهدًا أقل في إظهار جمالهن لعدم ارتدائهن ملابس كاشفة وبالتالي فقد أدوا أداءً أفضل.

## الآثار على النساء من غير البيض
تختلف جنسنة النساء الملونات من غير البيض عن جنسنة النساء البيض. تلعب وسائل الإعلام دورًا مهمًا في الجنسنة. «يمكن أن تملك وسائل الإعلام تأثيرات قوية إذا قُدمت المعلومات بشكل مستمر وثابت ومدعوم بين النماذج. تعتمد الصور النمطية على التكرار لإدامتها والحفاظ عليها وذلك نظرًا لتأثير وسائل الإعلام».

### المرأة الأمريكية الأصلية
أُشير إلى بعض النساء الأمريكيات الأصليات باسم «سكواو: أمريكية هندية حمراء» منذ وقت الاستعمار الأبيض لأرض الأمريكيين الأصليين، وهي كلمة تنحدر من لغة الألجونكوين وتُطلق للمهبل. الأمريكية الهندية الحمراء هي الأنثى القبلية القذرة الخاضعة للاعتداء والمُعتدى عليها والتي هي أيضاً متهيجة وعنيفة ومتحمسة لتعذيب الأسرى القبليين. تتجسد الصورة النمطية الأخرى بالأميرة الهندية الجميلة التي تترك قبيلتها وثقافتها وراءها لتتزوج من رجل أبيض.

## رأي جمعية علم النفس الأمريكية

### التعريف
نظرت جمعية علم النفس الأمريكية في تقريرها لعام 2007 في العواقب المعرفية والعاطفية للجنسنة، وتبعات الصحة النفسية والجسدية وتأثير ذلك على تطور الصورة الذاتية الجنسية الصحية. يحدد التقرير جنسنة الشخص في المواقف التالية:
- لا تأتي قيمة الشخص إلا من جاذبيته الجنسية أو سلوكه الجنسي اللذان يقصيان ميزاته الأخرى.
- يتمسك الشخص بمعايير توازن الجاذبية الجسدية (محددة بدقة) مع الجاذبية الجنسية.
- يُستخدم الشخص بشكل جنسي أي يُحوَّل إلى شيء يستخدمه الآخرين جنسيًا بدلاً من النظر إليه كشخص لديه القدرة على اتخاذ القرارات بنفسه.
- فرض النشاط الجنسي بصورة غير لائقة على الشخص.[14]

### الأطفال
افترض بعض النقاد الثقافيين إثبات الأطفال لوجود مستوى من المعرفة الجنسية أو السلوك الجنسي الغير مناسب لفئتهم العمرية خلال العقود الأخيرة.
تشمل أسباب هذه الجنسنة المذكورة السابقة لأوانها صور وسائل الإعلام المتعلقة بالجنس والقضايا ذات الصلة وخصوصًا تلك التي تستهدف الأطفال، وتسويق المنتجات ذات الدلالات الجنسية للأطفال بما في ذلك الملابس، وغياب الرقابة والانضباط من جانب الأهل والوصول إلى ثقافة الكبار عبر الإنترنت وغياب برامج التثقيف الجنسي المدرسي الشامل.
تفيد تقارير جمعية علم النفس الأمريكية باكتشاف الدراسات للآثار السلبية للجنسنة على النظرة الذاتية للفتاة والتطور الصحي بالنسبة للفتيات اليافعين والشابات على وجه الخصوص.
تستشهد الجمعية بما يلي باعتبارهم أساليب دعاية تسهم في جنسنة الفتيات:
- إشراك الفتيات في الإعلانات مع نساء يغلب عليهن الطابع الجنسي ويرتدن ملابس مطابقة أو يُعرضن بطريقة مغرية.
- تلبيس الفتيات ملابس مغايرة لعمرهن ليشبهن النساء البالغات.
- تلبيس المرأة لتبدو وكأنها فتاة صغيرة.
- توظيف المراهقين المشاهير اليافعين للترويج للمنتجات أو عرضها بطرق جنسية شديدة الوضوح.

### العواقب المعرفية والعاطفية
وجدت الدراسات أن التفكير في الجسد ومقارنته بالمُثُل الثقافية الجنسية قد يعرقل التركيز العقلي للفتاة، ويمكن أن تؤدي جنسنة الفتاة إلى تقويض ثقتها في جسدها وراحتها مما يؤدي إلى ظهور مشاكل عاطفية ونظرة ذاتية سيئة مثل العار والقلق.
ربط بحث ما بين الجنسنة وثلاث من أكثر مشكلات الصحة النفسية شيوعًا التي تُشخّص لدى الفتيات والنساء: اضطرابات الأكل وتدني تقدير الذات والاكتئاب أو المزاج المكتئب.
تشير البحوث إلى أن جنسنة الفتيات لها عواقب سلبية على قدرة الفتيات على تطوير صورة ذاتية جنسية صحية.

## الثقافة والإعلام
لطالما كان موضوع الجنسنة موضع نقاش الأكاديميين الذين يعملون في الدراسات الإعلامية والثقافية. لم يُستخدم المصطلح لتسمية ما يُنظر إليه على أنه مشكلة اجتماعية، ولكن للإشارة إلى مجموعة أوسع ومتنوعة أكثر من الطرق التي أصبح بها الجنس أكثر وضوحًا في وسائل الإعلام والثقافة. تشمل هذه الطرق المناقشة الواسعة للقيم والممارسات والهويات الجنسية في وسائل الإعلام، ونمو الوسائط الجنسية من جميع الأنواع مثل الشبقية والخيال الغير سوي وكتب المساعدة الذاتية الجنسية والعديد من أنواع المواد الإباحية، وظهور أشكال جديدة من التجربة الجنسية مثل المحادثات الجنسية عبر الرسائل الفورية أو الإنترنت التي أصبحت ممكنة بسبب التطورات التكنولوجية، والاهتمام العام بتفاصيل التوافق حول اللوائح الخاصة بتعريف ومعالجة الفحش وانتشار الفضائح والجدل والتخويف الجنسي في وسائل الإعلام.
استُخدم مصطلحي «الإباحية» (pornification) و«التصوير الإباحي» (pornographication) لوصف الطريقة التي أصبحت بها الجماليات التي ارتبطت سابقًا بالصور الإباحية جزءًا من الثقافة الشعبية، وأن النصوص الإعلامية الرئيسية والممارسات الثقافية الأخرى والأنماط الإباحية والإيماءات والجماليات أصبحت أكثر وضوحا. تطورت العملية التي وصفها براين ماكنير بأنها «تصوير إباحي للسياق الرئيسي» جنبًا إلى جنب مع توسيع المجال الثقافي للإباحية أو المواد الإباحية التي أصبحت في حد ذاتها في متناول مجموعة واسعة من الجماهير.
يقضي الأطفال والمراهقون وقتًا في مواقع التواصل الاجتماعي ووسائل الإعلام أكثر من أي فئة عمرية أخرى. تكون هاتان الفئتان العمريتان أكثر تأثرًا بالمعلومات التي يتلقونها. يتلقى الأطفال التثقيف الجنسي من وسائل الإعلام، ويتعرض الأطفال الصغار لصور جنسية والمزيد من المعلومات الجنسية أكثر من أي وقت مضى في التاريخ البشري لكنهم غير قادرين على تحليلها، فهم ليسوا مستعدين من الناحية التنموية لتحليلها وهذا يؤثر على نموهم وسلوكهم.
تخلق جنسنة الفتيات الصغيرًا. في وسائل الإعلام وإظهار النساء بصورة الأطفال بيئة حيث يصبح من المقبول أكثر رؤية الأطفال بشكل ما يعتبر بـ«المغري والمثير». يزيد هذا من صعوبة وجود علاقات جنسية صحية أكثر ويخلق مواقف جنسية تحيزية. تساهم الجنسنة أيضًا في العنف الجنسي والاعتداء الجنسي على الأطفال إذ تتعرض فتاة من كل 4 فتيات وولد من كل 6 أولاد للاعتداء الجنسي أثناء الطفولة.